# 김순
김순(金恂, 1258년 ~ 1321년 8월 24일)은 고려시대의 문신이다. 자(字)는 귀후(歸厚)이고 시호는 문영(文英). 본관은 구 안동 김씨, 충렬공 김방경(金方慶)의 셋째아들이다. 신라 경순왕 김부(金傅)의 10세손으로 안동부(安東府) 사람이다.

## 이력
1279년 22세에(충렬왕 5년) 문과에 급제하여 낭장(郞將), 학사(學士), 직강(直講) 등을 지냈다. 원나라의 일본 정벌 때 참전 및 종군하고 돌아와 전중시사(殿中侍史)가 되었다.
1297년 좌부승지(左副承旨), 이듬해 좌승지에 올랐다. 충선왕 때 광정부사(光政副使)·승지·성균관 좨주 등을 거쳐 우승지, 다시 성균관 좨주, 보문각학사, 지민조사가 되었다. 이어 삼사사좌사에 올랐으며, 밀직부사(密直副使)에 임명되었으나 사퇴하였다.
1312년 중대광(重大匡)으로 승진하여 상락군(上洛君)에 봉해지고, 1316년 삼사사판사가 되었다.

## 가계
김순은 양천 허씨 문경공(文敬公) 허공(許珙)의 딸에게 장가들어 4남 3녀를 낳았다.
- 부친: 충렬공 김방경
- 모친: 죽산 박씨 박익정(朴益旌)의 딸
- 외조부: 박익정(朴益旌)

### 직계
- 장남: 김영돈(永暾)
- 차남: 김영휘(永暉)
- 삼남: 김사순(思順)
- 사남: 김영후(永煦)

### 사위
- 장녀: 정책(鄭責)
- 차녀: 백이정(白頤正)
- 삼녀: 원나라의 좌승상(左丞相) 아쿠타이(한국 한자: 阿忽台 아홀태)의 아들인 별리가불화(別里哥不花)

## 참고 자료
- 고려사(高麗史)
- 고려사절요(高麗史節要)